# Església parroquial de Sant Pere de Navata
|  | Aquest article tracta sobre l'actual església parroquial a Navata (s. XVII) . Si cerqueu l'antiga església parroquial, vegeu «església vella de Sant Pere de Navata». |

Sant Pere és l'església parroquial del poble de Navata (l'Alt Empordà) inclosa en l'Inventari del Patrimoni Arquitectònic de Catalunya. L'església de Sant Pere de Navata està situada al centre del poble.

## Arquitectura
És un edifici de grans dimensions, d'una nau amb capelles laterals, absis de planta poligonal a l'interior, volta de creueria amb arcs torals rebaixats i coberta de teula a dues vessants. La façana, orientada a ponent, presenta una portalada rectangular amb frontó partit per la part superior i decorada amb motllures i esferes en relleu; dins l'espai del frontó hi ha una fornícula amb la imatge de Sant Pere esculpida en pedra. A la llinda hi ha l'emblema del sant titular, la mitra i les claus, en baix relleu, i la data incisa del 1746. La façana es completa amb una senzilla rosassa. A la banda nord s'eleva el campanar, de base quadrada, cos superior vuitavat i obertures d'arc ogival. De la fortificació que es va realitzar al temple es conserven les petites espitlleres situades entre les obertures d'arc de mig punt sobreedificat a la part superior de l'absis i dels paraments laterals

## Història
El temple parroquial de Navata, construït en substitució de l'anterior església romànica, situada a un km de la vila, va ser bastit durant el segle xvii. La primera pedra va ser col·locada el 22.12.1638, i la inauguració es va fer el 2.4.1642. La façana va ser començada el 1682 i l'any següent ja s'estava treballant al campanar. La façana barroca és obra del segle xviii, segons consta a la inscripció de la llinda, i va ser encastada a l'original.